# Sección de Voleibol del Real Madrid Club de Fútbol
La Sección de Voleibol del Real Madrid Club de Fútbol, fue fundada en 1954 uniéndose así a las numerosas disciplinas deportivas ya existentes siguiendo con la política de expansión del club madrileño. Fue la sección más importante del club en palmarés e historia después de la sección de fútbol —la principal— y la sección de baloncesto, así como la que más años permaneció activa después de ellas.
Bajo el amparo de la Real Federación Española de Voleibol (RFEVB) a nivel nacional y de la Confederación Europea de Voleibol (CEV) a nivel europeo logró el mismo año de su fundación su primer título oficial, el Campeonato de España —actual Copa del Rey—, única competición que se jugaba en la época de la disciplina. Posteriormente logró vencer en once ocasiones más convirtiéndose en el equipo más laureado de España con doce campeonatos, circunstancia aún vigente en la actualidad donde es secundado por los once títulos del Club Voleibol Unicaja Almería.
Como muchas otras de las disciplinas de la entidad hubo de ser suprimida en la temporada 1982-83 debido a asuntos de gestión económica, y pese a ello es el segundo equipo de voleibol español más laureado, ostentando el honor del primer lugar hasta que con la sección ya desaparecida fue superado a comienzos del siglo XXI. Además de los citados títulos de Copa cuenta con siete campeonatos de Liga —actual Superliga y otrora Liga Nacional o Primera División— para un total de diecinueve títulos de las máximas competiciones nacionales, destacando entre ellos seis títulos honoríficos de doblete durante los casi treinta años en los que perduró la sección.
Entre sus actuaciones en competición internacional destaca la temporada 1977-78 donde alcanzó las semifinales de la Copa de Europa, cayendo derrotado frente al Starlift Blokkeer neerlandés antes de disputar la final de la máxima competición europea de clubes; mientras que su primera participación en la misma se produjo en la temporada 1972-73 donde cayó eliminado en los octavos de final por el Resovia Rzeszów. En ambas participaciones, sus verdugos fueron los posteriores subcampeones de las ediciones.
La inesperada desaparición fue motivada por la mala situación económica que atravesaba la entidad, y como años antes padecieran históricas secciones del club echó finalmente el cierre a la conclusión de la temporada 1982-83, habiéndose proclamado esa misma temporada campeón de Liga y Copa. Para la temporada siguiente el club cedió los derechos federativos al Club Voleibol Madrid patrocinado por la empresa sanitaria Sanitas, heredando pues tanto su plantel deportivo como el derecho a participar en la Copa de Europa. En su acto de presentación acudió la directiva del Real Madrid C. F. con el presidente Luis de Carlos al frente, quien lamentó el cierre por la escasa repercusión y alcance de la sección pese a los grandes éxitos —donde registró una pírrica asistencia de 650 espectadores durante toda la última temporada—.

## Historia

### Antecedentes y primeros años
El voleibol —o balonvolea según la denominación de la época en España— llegó al país en el año 1948 de la mano del Cuerpo de Policía Armada quien organizó un torneo en el Estadio Olímpico de Montjuïc.  Sin embargo en 1925 ya gozó de un reglamento deportivo oficial.
Poco a poco el deporte surgido en Estados Unidos fue calando entre la sociedad española y se fueron creando los campeonatos regionales que dictaminaron los participantes del novedoso Campeonato de España, en donde la Comunidad de Madrid y Cataluña se repartían los títulos.

#### Primer éxito nacional
Se llegó así al año 1954, fecha en la que el club abre su sección de balonvolea. Para sorpresa de muchos, el mismo año de su fundación el conjunto madridista se proclamó vencedor del Campeonato de Castilla, lo que le permitió participar en el Campeonato de España donde salió también campeón conquistando su primer título oficial a nivel nacional. En lo sucesivo, el club llegó a acumular un total de doce entorchados de esta competición, colocándose como el equipo referente en el país.
Tras unos exitosos primeros años donde el club disputó la supremacía a los grandes equipos del panorama, en especial a la Asociación Cultural y Deportiva Bomberos, gran dominadora en España, jugando en 9 años 8 finales. se llegó a la década de los setenta donde el club cosechó sus mayores éxitos. Sin embargo, en la temporada 1982-83 el Real Madrid decidió cerrar su sección profesional debido a los problemas económicos por los que atravesaba el club, poniendo punto final a treinta años de éxitos, en la que contó también con una sección femenina, así como una potente cantera.
En 1959 se crea la Federación Española de Voleibol, pasando el campeonato de España a jugarse en un formato de final a cuatro.
En club inicia en el año 1969 una serie de fichajes como medida para intentar frenar el éxito catalán en la recientemente inaugurada Liga Nacional de Primera División —competición inaugurada en 1964—. Así llega al club el internacional y capitán de la selección francesa Louis Quazza procedente de la sección de voleibol del Racing Club de París, mientras que en los años siguientes llegaron Olavi Leinonen —procedente del Helsinki Sportclub—, así como Lizcano y a Benaim —ambos del Atlético de Madrid—. Pese a ello, fue el vecino equipo rojiblanco el que dominó en la competición en los primeros años de la década de los setenta.
A partir de la temporada 70-71, la copa pasa a disputarse por 16 equipos entre los de primera y segunda división. En dieciseisavos se enfrentaron al antorcha.
En la temporada 71-72 alcanza las finales de la Copa del Rey tras vencer en semifinales por un doble 3-0 al Hispano Francés,
En el verano de 1972 se incorporan Miguel Ocón, Vicente Sellés y Razak El Allam —procedentes también del Atlético de Madrid— junto con Aulis Rissanen —del Jopo finlandés—. Se forma un fuerte equipo que logra finalmente su primer campeonato de Liga, lo que le permitió participar por primera vez en su historia en la Copa de Europa –actual Champions League–. En ella, el equipo cayó eliminado en los octavos de final por un 1-6 global frente al Resovia Rzeszów polaco, quien acabó por ser subcampeón. Previamente el equipo se deshizo por un 6-1 global de la Sección de Voleibol del Aris Bonnevoie luxemburgués, ganando por tres sets a uno en Luxemburgo y con un puntaje de 9-15, 7-15, 15-11, y 11-15; mientras que en la vuelta celebrada en el Pabellón de la Ciudad Deportiva se resolvió por 15-11, 15-12 y 15-10 para cerrar el partido por tres sets a cero. Los primeros jugadores de la sección en disputar un partido europeo fueron Miguel Ocón, Miguel Ángel «Chupi» Pérez, M. A. Gómez Lizcano, Julio Díaz, Razak El Allam, el finlandés Rissanen, Vicente Sellés y Bermejo entre otros. En la Copa del Rey el equipó cayó eliminado en semifinales frente al Atlético de Madrid, en la ida venció por 1-3 (9-15, 10-15, 15-9 y 12-15) pero en la vuelta perdió por también 1-3 (15-9, 7-15, 13-15, 3-15) pero se determinó por el set-average que era mejor el del equipo rojiblanco.
En 1973, el equipo blanco ficha a Luis Hernández Cotter procedente del Atlético. En la Liga, los madridistas quedaron empatados con 19 victorias y 1 derrota ante los atléticos. Sin embargo, al ceder 10 sets durante la tempora frente a los 7 del Atlético de Madrid, la liga acabó siendo para el equipo rojiblanco. En la Copa, se estrenaba el formato cuadrangular en la competición, en la liguilla hubo triple empate entre Real Madrid, Atlético e Hispano, pero el average cayó para los rojiblancos.
En 1974 pasa a ser entrenador-jugador el francés Jean-Marc Buchel. En competición europea, participaron en la Recopa de Europa donde cayeron en cuartos de final ante el Aricci Roma por un global de 2-6 tras haber eliminado en octavos al Hapoel Haogen.
En 1976, tras Jean-Marc Buchel y Alfred Cerdán, llega a la disciplina blanca Miroslav Vorgich, quien llegaría a ser una institución tanto en la sección de voleibol en particular como en el club en general, al formar parte como preparador físico de la sección principal de fútbol. En su primera temporada consiguió el título de liga tras ganar en la última jornada al Atlético de Madrid, mientras que

### Época dorada

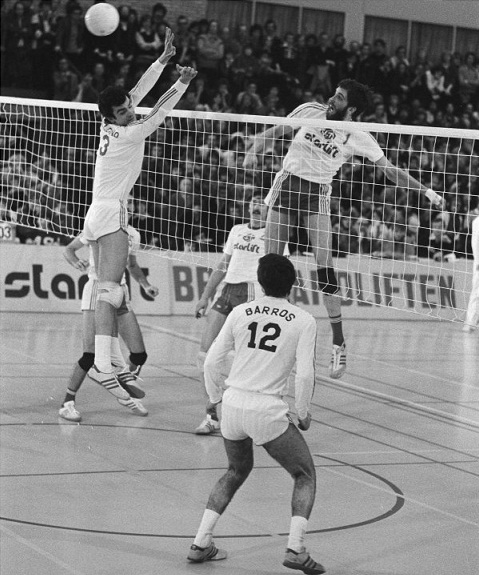
La sección nacida en 1954 llegó a las semifinales de la Copa de Europa en la temporada 1977-78.

Tras lograr su segundo doblete en 1976-77, el equipo se clasificó nuevamente para la Copa de Europa de clubes. Tras superar en la fase previa a la Sección de Voleibol del F. C. Porto por un 6-0 global se clasificó para disputar la fase final del torneo de 1978. En ella eliminó al Mladost Monter Zagrzeb tras vencer por un 4-3 global para acceder por primera vez en su historia a las semifinales del torneo. Un equipo formado íntegramente por jugadores españoles firmaba hasta el momento la mejor actuación del club en la Copa de Europa. Su rival –a la postre subcampeón–, el Starlift Blokkeer de Voorburg no dio opciones a los madrileños que cayeron por un 2-6 global quedándose a un paso de disputar la final a cuatro.

#### Rumores de desaparición
Pese a los grandes éxitos del equipo, el club empezó a estudiar la posibilidad de cerrar la sección debido al déficit que acarreaba a la entidad cada una de sus secciones polideportivas. El voleibol, de condición amateur como muchas de las existentes no conseguía mantenerse por sí misma debido a la poca repercusión que ofrecía dicho deporte en España, algo que contrarrestaba con el club blanco que estaba profesionalizado. Una pésima noticia como así manifestó su capitán Miguel Ángel Chupi Pérez, ya que el club madrileño era en la época el conjunto más implicado en el crecimiento del voleibol español:

“Yo creo que el Madrid es el único que cuida un poco la cantera, pero en general este aspecto no está cuidado en absoluto. No quiero meterme en polémicas, pero la verdad es que actualmente el voleibol en España empieza y termina en el Real Madrid. Entonces no se puede decir que sea malo el nivel nuestro con relación al resto de Europa, si nos fijamos en que nosotros hemos estado en semifinales, pero el nivel del voleibol español en general es una pena. Está muy bajo. Lo cierto es que debajo o detrás del Madrid no hay ningún tipo de planificación, no hay nada, y es una pena. Sólo el Madrid se preocupa de que la sección tenga una buena estructura y goce de buena salud en todas las categorías. [...] En el caso nuestro sería una decepción tremenda la desaparición del equipo, porque puedo asegurar que esta superioridad nuestra se debe tan sólo a dos palabras: esfuerzo y disciplina.”
Miguel Ángel Pérez. 29 de junio de 1978. Madrid.

En la temporada siguiente el equipo fichan al alcarreño Miguel Monge. En liga quedan primeros tras ganar todos los partidos y cediendo solo seis sets en los 22 partidos que se disputaron. fue eliminado en los cuartos de final de la Copa de Europa de 1979 por el Crvena Zvezda Bratislava checoslovaco tras perder por 3-0 y 2-3 en le eliminatoria, no pudiendo repetir su mejor resultado de la temporada anterior. Al equipo se le resistía nuevamente el título europeo, donde no podía mostrar la amplia superioridad que mostraba en su país tras lograr un nuevo doblete.
Al comienzo de la Liga Nacional 1980-81, Miroslav Vorgich dejó de ser entrenador del equipo para pasar a encargarse de la preparación física en el Real Club Celta de Vigo de fútbol, por lo que en su sustitución los madridistas ficharon a Sava Robev. En la Copa del Rey se proclamaron campeones tras favorecerle un triple empate junto a Sant Cugat y Son Amar Palma merced al average positivo para los madridistas. En competición europea, participaron en la Copa de Europa donde cayeron en octavos de final ante el Eczacıbaşı Istanbul por un global de 4-4 con peor diferencia de tanteo.
En el verano de 1981 sufrió las bajas de Jaime Fernández Barros, Francisco Sánchez Jover —fichados por el Son Amar— y fichó al yugoslavo Vlado Bogoevski y al finés Pekka Toppari mientras que Vorgich volvió a la dirección técnica para la nueva temporada. Bajo su dirección los madridistas quedaron empatados en la Liga Nacional con diecinueve victorias y una derrota ante los palmesanos del Son Amar por lo que los nueve sets cedidos durante la temporada frente a los cuatro de los isleños —curiosamente todos frente a los madrileños— decantaron el título en favor del equipo balear. En la Copa, tras eliminar en cuartos al Hispano-Francés y al Fleming en semifinales, en la final acabaron cayendo ante el Son Amar por 3-2, quien empezaba a disputarle la dominancia en el panorama nacional siendo favorecido finalmente tras la consiguiente desaparición de la sección madridista de voleibol. Al final de la temporada, Bogoevski sería galardonado como mejor jugador extranjero de la temporada. En competición europea, participaron en la Recopa de Europa donde cayeron en cuartos de final ante el Steaua București por un global de 3-4, que le impidió participar en la final a cuatro donde el Steaua fue tercero.

#### Cierre definitivo
Los últimos resultados cosechados por la sección hacían que la casi definitiva decisión de cerrar la sección se viese pospuesta al no querer desaparecer sin el éxito de algún título. La noticia finalmente se vio consumada al final de la temporada 1982-83, tras haber conquistado el sexto y último doblete de su laureada historia.
Sus derechos fueron cedidos al Club Voleibol Madrid —formado por los antiguos jugadores del club madridista—, quienes vieron como la directiva de la entidad a la que hasta hace apenas unos meses pertenecían dichos derechos, acudían a la presentación del nuevo club.

## Organigrama deportivo

### Jugadores
Destacaron jugadores como De la Fuente, Castro, Escobar Izquierdo, Fernández, Alonso, Luis Carrero, Rovira, Bruno, Muñoz, Boga-Pradof, Bernabé, Los Vega, Germán Díaz Poveda y Peñafiel. Los internacionales incorporados como Swieboski, Bogdam, Tylko, Simonovir, Olavi Leinonen y Wonzönuwics fueron la simiente para jugar las competiciones europeas (Copa de Europa / Liga de Campeones CEV) en la década de los años 1970 con los Miguel Ocón, M. A. Gómez Lizcano, Julio Díaz, Razak El Allam, Miguel Ángel Chupi Pérez, Mariano Rosas, Jacques Benaim, Antonio Morales, López, Vicente Sellés, Feliciano Mayoral, Jaime Fernández Barros, Luis Hernández, Ortiz, Sotillo, Javier Carro,  Calero y Javier Jesús Gastón como figuras más destacadas.

## Categorías inferiores

### Juveniles
La sección de voleibol del club madrileño poseía una fructífera cantera de la que abastecer de jugadores no solo a su propio primer equipo, sino al resto de los equipos españoles.
El club se proclamó campeón de España en la temporada 1961-62 del Campeonato Nacional Juvenil organizado por la ya existente Real Federación Española de Voleibol (RFEVB). El nombre del trofeo adoptó años después la denominación de Trofeo Benito López Arjona en memoria del primer presidente de la Federación Española, cuyo mandato duró de 1960 a 1968. El equipo consiguió vencer otros cuatro campeonatos más —entre los que destacaron tres logrados de manera consecutiva a finales de los años setenta— proclamándose como el equipo más laureado de la competición con cinco títulos. También fue varias veces subcampeón en 1981.
En la final de 1976 —segundo título de los juveniles— el equipo ganó en la final por 3-2 al Atlético de Madrid, equipo que por aquel entonces rivalizaba con los madridistas por la supremacía en España. El resultado del encuentro jugado el 30 de mayo en Salamanca fue de 15-11, 4-15, 3-15, 15-10 y 15-3 remontando un 1-2 adverso.

### Cadetes
Antes de que se suprimiese la sección de voleibol en el seno de la entidad, su equipo cadete consiguió el título honorífico de doblete al proclamarse vencedor del Campeonato de Liga y del Campeonato Nacional en la temporada 1982-83. No en vano para acceder a ellos necesitaba ganar los campeonatos provinciales para acceder a estos.

### Infantiles
En la temporada 1979-80 el equipo infantil se proclamó vencedor del Campeonato Nacional en la temporada 1979-80.

## Otras modalidades

### Sección de voleibol femenino del Real Madrid Club de Fútbol
La sección de voleibol del club fue una de las disciplinas que contó tanto con categoría masculina como femenina. 

## Palmarés resumido
Entre el palmarés de la sección madridista de voleibol cosechado durante sus casi treinta años de vida destacan por importancia diecinueve de ellos, todos ellos a nivel nacional. Con apenas dos años de existencia, el equipo conquistó su primera Copa del Rey bajo el nombre de Campeonato de España, al que posteriormente se le unieron otros once entorchados para sumar un total de doce Copas del Rey, siendo la sección —pese a estar actualmente extinguida— la más laureada en la historia de la competición.
Los diecinueve mencionados títulos son completados por siete campeonatos de Liga Nacional —actual Superliga— en cuyo palmarés histórico ocupa la segunda posición tras haber sido superado en los primeros años del siglo XXI por el Club Voleibol Unicaja Almería.
Además ha conquistado 6 "dobletes", entre Liga y Copa, algo que nadie ha superado todavía.
En la actualidad es el segundo más laureado de España con 19 títulos.

### Torneos regionales
- 1 Campeonato Regional: 1958.[59]

2 Subcampeonatos: 1978, 1979.

### Torneos nacionales
- 7 Superligas: 1972, 1976, 1977, 1978, 1979, 1980 y 1983.[5]

6 Subcampeonatos: 1965, 1971, 1974, 1975, 1981 y 1982.
- 12 Copas del Rey: 1954, 1956, 1960,[62] 1969, 1973,[63][64] 1976, 1977, 1978, 1979, 1980, 1981, 1983.

Es el equipo que más títulos posee de esta competición.
5 Subcampeonatos: 1957, 1961, 1963, 1971, 1974.

### Categorías inferiores
- 7 Campeonatos de España

Juvenil: 1962, 1976, 1977, 1978, 1980.
Cadete: 1983.
Infantil: 1980.
- 1 Liga Nacional

Cadete: 1983.